# Johannes Andreas Paravicini
Johannes Andreas Paravicini (Barcelona, 24 de Novembro de 1710 — Stenay (Lorena), 17 de Outubro de 1771) foi um aventureiro, oficial da administração colonial e diplomata ao serviço da Companhia Neerlandesa das Índias Orientais (VOC ou Vereenigde Oost-Indische Compagnie), tendo nessas funções negociado o Tratado de Paravicini que consolidou a presença neerlandesa no oeste de Timor.

## Biografia
Nasceu em Barcelona, filho de Johannes Paravicini di Copelli, capitão de navios ao serviço de Espanha, e de sua mulher Maria Ellenberger (ou Ohleberger), ele de origem italiana (ou suíça), ela natural de Altemburgo, então na Saxónia (hoje na Turíngia). Foi registado com o nome de Johannes Bartholomeus Paravicini, o que deu origem a um longo processo de reconhecimento da identidade, apenas resolvido por acordo, já que não foi possível a produção de prova documental.
Com cerca de 14 anos de idade (outras fontes apontam 16 anos) abandonou a família e fixou-se em Amesterdão, acabando por ingressar no serviço da Companhia Neerlandesa das Índias Orientais (VOC) como ziekentrooster (literalmente consolador dos doentes), um cargo de carácter misto de apoio religioso e sanitário ao pessoal da Companhia deslocado no ultramar. Inicialmente nessas funções, em 1746 já estava em Batávia (hoje Jacarta), onde a partir de 1749 atuou como corretor de valores.
Entre 1749 e 1752 foi comissário de transporte marítimo e comissário de negócios em Batávia. No período de 1754 a 1759 foi chefe de feitoria, oficial aduaneiro e xabandar (um cargo de administração portuária) para os cristãos.
A sua experiência como ziekentrooster permitiu-lhe actuar como conselheiro do governador-geral Jacob Mossel (1750-1761) para as questões sanitárias em Batavia.
No contexto da disputa entre a VOC e Portugal pelo controlo da região de Timor, que atingiu o seu auge na Batalha de Penfui, Paravicini foi enviado pelo governador-geral Jacob Mossel como emissário (comissaris) aos sultanatos de Palimbão e Banjarmasin e junto dos régulos da ilha de Timor. Em Timor e nas ilhas vizinhas conseguiu congregar em Cupão as principais autoridades nativas (os liurais e outros chefes locais) numa reunião magna na qual foi assinado, a 9 de Junho de 1756, um contrato de protectorado, depois conhecido por Tratado de Paravicini ou Contrato de Paravicini, através do qual aquelas autoridades reconheciam a suserania neerlandesa na região. Em troca de protecção e do reconhecimento da igualdade entre brancos e negros, o acordo vinculava 48 entidades políticas das ilhas de Solor, Roti, Savu, Sumba e de boa parte da região ocidental da ilha de Timor. Esse tratado acabaria por garantir a presença neerlandesa no leste do arquipélago de Sunda por mais de dois séculos e, após uma longa disputa diplomática que apenas teve o seu epílogo com uma sentença arbitral em 1914, fixou as fronteiras do actual Estado de Timor-Leste.
Regressado de Java, casou em Eislingen (Württemberg), a 12 de Março de 1766, com Marianne de Lambert, filha de um capitão do exército prussiano. Faleceu a 17 de Outubro de 1771 em Stenay (Lorena), sem descendência.

## Referência
- J. H. J. Leeuwerik, "Twee koloniale aquarellen: J.A. Paravicini op Timor in 1756". Antiek, mei 1992, p. 485.